# Hans Peter Kraul
Hans Peter Kraul (* 22. September 1863 in Middelfart; † 25. März 1915 in Kopenhagen) war ein dänischer Kaufmann.

## Leben
Hans Peter Kraul war der Sohn des Schlachters Rudolph Kraul und dessen Frau Karen Marie Hansen. Er begann mit 14 Jahren eine Karriere im Militär, besuchte die Militärschule, kam dann zum 2. Bataillon und wurde nach einjähriger Ausbildung 1882 Sekondleutnant in der Artillerie. Anschließend besuchte er die Offiziersschule. Am 1. März 1884 wurde er zum Volontär in Qaqortoq ernannt und sollte somit in Handelsdienste in Grönland treten, verschob die Ernennung jedoch, um noch ein weiteres Jahr die Offiziersschule besuchen zu können. Am 5. März 1885 wurde er erneut zum Volontär ernannt und wirkte fortan in Aasiaat. 1888 wurde er nach Qeqertarsuaq versetzt. Dort wurde er am 2. Februar 1889 zum Handelsassistenten befördert. Im Jahr darauf wurde er nach Ilulissat versetzt, wo er im Sommer 1891 für zwei Monate als kommissarischer Kolonialverwalter diente. Direkt danach wurde er zum Handelsassistenten in Appat ernannt. Dort wurde er 1894 zum kommissarischen Kolonialverwalter ernannt. Nach einem Urlaubsjahr 1895 wurde er 1896 kommissarischer Kolonialverwalter in Upernavik, bevor er das Amt am 1. April 1900 fest übernahm. Von 1904 bis 1905 war er beurlaubt in Dänemark. Von 1910 bis 1912 war er erneut beurlaubt und blieb schließlich in Dänemark. Er ließ sich auf Orø nieder, wo er einen Hof betrieb. Nach langer Krankheit starb er 1915 in Kopenhagen im Alter von 51 Jahren nach einer Operation an einem Gallenstein. Nach seinem Tod wurde der 1923 gegründete Udsted in Nuussuaq im Kolonialdistrikt Upernavik nach ihm Kraulshavn benannt.